# Benjamín Jiménez Hernández
Benjamín Jiménez Hernández (* 31. März 1938 in Pénjamo; † 26. November 2020 in Hermosillo) war ein mexikanischer Geistlicher und römisch-katholischer Bischof von Culiacán. 

## Leben
Benjamín Jiménez Hernández empfing am 28. Juli 1963 in der Kathedrale von Culiacán die Priesterweihe. Er studierte Philosophie und Theologie ab 1951 im Diözesanseminar und danach am Päpstlichen Seminar von Montezuma in New Mexico, USA. 1987 ernannte ihn Luis Rojas Mena, Bischof von Culiacán, zum Mitglied des Domkapitels. 1988 wurde ihm der Titel eines Monsignore verliehen. Er war unter anderem Generalvikar des Bistums Culiacán.
Papst Johannes Paul II. ernannte ihn am 13. Mai 1989 zum Weihbischof in Culiacán und Titularbischof von Sullectum. Der Apostolische Delegat in Mexiko, Erzbischof Girolamo Prigione, spendete ihm am 29. Juni desselben Jahres die Bischofsweihe; Mitkonsekratoren waren Emilio Carlos Berlie Belaunzarán, Bischof von Tijuana, und Luis Rojas Mena, Bischof von Culiacán.
Am 4. Oktober 1993 wurde er zum Bischof von Culiacán ernannt. Von seinem Amt trat er am 18. März 2011 zurück. Er starb im November 2020 an den Folgen von COVID-19.